# Binges
Binges település Franciaországban, Côte-d’Or megyében. Lakosainak száma 865 fő (2022. január 1.). Binges Belleneuve, Remilly-sur-Tille, Tellecey, Trochères, Arc-sur-Tille, Cirey-lès-Pontailler és Étevaux községekkel határos.

## Népesség
A település népességének változása:
| Lakosok száma | 353  | 470  | 508  | 617  | 684  | 758  | 790  | 827  | 845  | 865  |
|               | 1968 | 1982 | 1990 | 2006 | 2013 | 2015 | 2017 | 2019 | 2020 | 2022 |